# Mistrzostwa Ameryki Północnej, Środkowej i Karaibów w Piłce Siatkowej Mężczyzn 1993
XIII Mistrzostwa Ameryki Północnej w piłce siatkowej mężczyzn odbyły w 1993 roku w miejscowości Nowy Orlean (USA). W mistrzostwach wystartowało 6 reprezentacji. Złoty medal po raz dziesiąty w historii i czwarty raz z rzędu zdobyła reprezentacja Kuby.

## Klasyfikacja końcowa
| Miejsce | Reprezentacja       |
| ------- | ------------------- |
|         | Kuba                |
|         | Stany Zjednoczone   |
|         | Kanada              |
| 4.      | Portoryko           |
| 5.      | Meksyk              |
| 6.      | Antyle Holenderskie |